# رابرت ژولین
رابرت ژولین (انگلیسی: Robert Jaulin; ۷ مارس ۱۹۲۸ – ۲۲ نوامبر ۱۹۹۶) قوم‌شناس اهل فرانسه بود. پس از چندین سفر به چاد، بین سال‌های ۱۹۵۴ و ۱۹۵۹، در میان مردم سارا، در سال 1967 La Mort Sara (مرگ سارا) را منتشر کرد که که در آن آداب مختلف پاگشایی را که خود از آن عبور کرده بود را افشا کرد و از نزدیک رمل سارا را تجزیه و تحلیل کرد.
او در کتابش La Paix blanche (صلح سفید، ۱۹۷۰)، مفهوم قوم‌کشی را در رابطه با نابودی فرهنگ مردم باری توسط جهان غرب که بین ونزوئلا و کلمبیا واقع شده‌است، دوباره تعریف کرد.
او عقیده داشت اگر یک نسل‌کشی نابودی فیزیکی یک قوم را طراحی کند، قوم‌کشی به نابودی یک فرهنگ اشاره دارد.